# 줄기 잎 그림

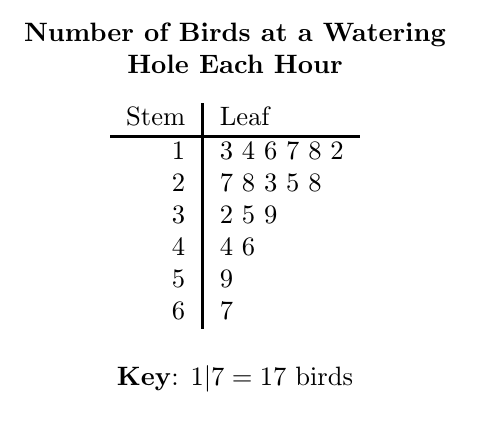

줄기 잎 그림(Stem-and-leaf plot 또는 stem-and-leaf display)이란 통계학에서 통계적 자료를 표 형태와 그래프 형태의 혼합된 방법으로 나타내는 것을 말한다.
만약 다음과 같은 통계적 자료가 있다고 치자.
| 123 | 123 | 121 | 126 | 127 | 128 | 128 | 134 | 136 | 136 | 137 |
| 137 | 139 | 140 | 141 | 141 | 145 | 148 | 149 | 150 | 159 | 159 |

이 자료를 줄기-잎 그림 방법을 통해 다음과 같이 자료를 나타낼 수 있다.
| 줄기 | 잎      | 도수 |
| ---- | ------- | ---- |
| 12   | 3316788 | 7    |
| 13   | 466779  | 6    |
| 14   | 011589  | 6    |
| 15   | 099     | 3    |

이 때 표에서의 줄기는 자료들의 공통되는 부분을 모아놓게 되며, 잎은 줄기 부분의 나머지 부분을 모아둔다. 도수는 한 줄기에 속하는 자료의 개수를 의미한다.